# Colonia San Francisco, Veracruz
Colonia San Francisco är en ort i Mexiko.   Den ligger i kommunen Amatlán de los Reyes och delstaten Veracruz, i den sydöstra delen av landet, 240 km öster om huvudstaden Mexico City. Colonia San Francisco ligger 776 meter över havet och antalet invånare är 154.
Terrängen runt Colonia San Francisco är huvudsakligen kuperad, men den allra närmaste omgivningen är platt. Runt Colonia San Francisco är det tätbefolkat, med 570 invånare per kvadratkilometer. Närmaste större samhälle är Córdoba, 3,2 km norr om Colonia San Francisco. Trakten runt Colonia San Francisco består till största delen av jordbruksmark.